# Норвезький рух опору
Норвезький рух опору (норв. Norsk motstandsbevegelse under andre verdenskrig) — організація порятунку Норвегії від німецької окупації за часів Другої світової війни.
Наприкінці 1939 року за вказівкою Гітлера нацистське керівництво приступило до конкретного планування захоплення Данії та Норвегії.
У своїх планах Третій Рейх приділяв велику увагу Норвегії. Із захопленням цієї країни створювався чудовий плацдарм для нападу на Радянський Союз з півночі, а норвезькі фіорди як не можна краще підходили для розміщення німецьких військово-морських сил. О 4 годині 30 хвилин 9 квітня 1940 німецькі збройні сили почали висадку на норвезьке узбережжя. Уряд, відхиливши пред'явлений гітлерівцями ультиматум, евакуювали в глиб країни. Вже до середини дня 9 квітня нацистські сили захопили Осло й усе узбережжя до Нарвіка.
Влітку 1940 року в країні став розгортатися рух Опору, на чолі якого стали комуністи. Восени в Бергені, Тронхеймі, Сарпсборг та інших містах відбулися антинацистські демонстрації. На промислових підприємствах почастішали випадки саботажу і диверсій. У вересні 1941 року в столиці застрайкувало понад 40 тисяч робітників. Гітлерівці ввели в Осло надзвичайний стан, справили масові арешти і розстріли профспілкових діячів В. Ханстеена і Р. Вікстрема. Попри це, у листопаді провели страйк студенти столичного університету.
Норвезькі діячі, які не визнали владу окупантів, створили військову організацію «Мілорг». Бійці Опору здійснювали диверсії на підприємствах, які працювали на гітлерівську Німеччину. Наприкінці 1944 — початку 1945 року диверсійні дії на залізницях і в портах поставили окупантів у критичне становище. Так, 15 березня 1945 єдина залізниця, що з'єднує південну частину Норвегії з північної, була підірвана більш ніж в 1000 місцях. Патріоти закладали міни в трюми пароплавів, що прямували до Німеччини з награбованим вантажем, і вони вибухали в море.
За час війни загинуло 10 тисяч норвежців, було втрачено понад половину тоннажу торгового флоту. Загальні матеріальні втрати обчислювалися сумою у 20 млрд довоєнних крон.